# بيتر مالون
بيتر مالون (بالإنجليزية: Peter Malone)‏ هو طبيب بيطري نيوزيلندي، ولد في 30 أكتوبر 1924 في دنيدن في نيوزيلندا، وتوفي في 5 مارس 2006 في نيلسون في نيوزيلندا.